# Barry (Fernsehserie)/Episodenliste
Diese Episodenliste enthält alle Episoden der US-amerikanischen Dramedyserie Barry. Zwischen 2018 und 2023 entstanden in vier Staffeln insgesamt 32 Episoden.

## Übersicht
| Staffel | Episodenanzahl | Erstausstrahlung USA | Erstausstrahlung USA | Quelle | Deutschsprachige Erstausstrahlung | Deutschsprachige Erstausstrahlung | Quelle |
| Staffel | Episodenanzahl | Staffelpremiere      | Staffelfinale        | Quelle | Staffelpremiere                   | Staffelfinale                     | Quelle |
| ------- | -------------- | -------------------- | -------------------- | ------ | --------------------------------- | --------------------------------- | ------ |
| 1       | 8              | 25. März 2018        | 13. Mai 2018         | [ 1 ]  | 8. Mai 2018                       | 26. Juni 2018                     | [ 2 ]  |
| 2       | 8              | 31. März 2019        | 19. Mai 2019         | [ 3 ]  | 18. Juni 2019                     | 9. Juli 2019                      | [ 4 ]  |
| 3       | 8              | 24. April 2022       | 12. Juni 2022        | [ 5 ]  | 6. Juli 2022                      | 27. Juli 2022                     | [ 6 ]  |
| 4       | 8              | 16. April 2023       | 28. Mai 2023         | [ 7 ]  | 25. Juli 2023                     | 15. August 2023                   | [ 8 ]  |

## Staffel 1
| Nr. (ges.) | Nr. (St.) | Deutscher Titel                             | Originaltitel                                            | Erstausstrahlung USA | Deutschsprachige Erstausstrahlung (D) | Regie        | Drehbuch               |
| --- | --------- | ------------------------------------------- | -------------------------------------------------------- | -------------------- | ------------------------------------- | ------------ | ---------------------- |
| 1 | 1         | Kapitel eins: Mach dir einen Namen!         | Chapter One: Make Your Mark                              | 25. März 2018        | 8. Mai 2018                           | Bill Hader   | Alec Berg & Bill Hader |
| Barry Berkman, ein ehemaliger Marine, der nun als Auftragsmörder tätig ist, wird von seinem Verbindungsmann Monroe Fuches nach Los Angeles geschickt. Goran Pazar, der Pate der tschetschenischen Mafia, will Ryan Madison tot sehen, einen jungen Schauspieler, der eine Affäre mit seiner Frau hat. Barry verfolgt Ryan zu dessen Schauspielkurs, der von dem berühmten Autor Gene Cousineau geleitet wird. Barry spielt mit Ryan eine Szene mit sehr bescheidenem Ergebnis, Ryan lädt ihn aber trotzdem ein, mit ihm etwas trinken zu gehen. In der Bar fällt Barrys Auge auf Sally Reed, die ebenfalls Schauspielerin ist. Barry fährt Ryan nach Hause, da dieser betrunken ist, was von Gorans rechter Hand NoHo Hank beobachtet wird. Am nächsten Tag fordert Fuches Barry auf, Ryan zu töten, da die Tschetschenen sonst sie töten werden. In derselben Nacht trifft Barry auf Gene, der ihm sagt, als Schauspieler vollkommen untalentiert zu sein. Barry antwortet, dass er ein Auftragsmörder sei, aber gerne ein anderes Leben führen würde. Gene ist von Barry leidenschaftlicher Rede so beeindruckt, dass er ihm noch eine Chance gibt. Danach will Barry seinen Auftrag ausführen, Ryan wurde aber schon von den Tschetschenen ermordet, die nun auch Barry töten wollen. Er erschießt seine Angreifer und flieht, unwissend, dass alles mit einer in einem Lippenstift versteckten Kamera aufgenommen wurde. Barry versteckt sich in einem Diner, während er sich mit der nebenbei als Schauspielerin arbeitenden Kellnerin unterhält, sagt er ihr, dass er ebenfalls Schauspieler sei. |           |                                             |                                                          |                      |                                       |              |                        |
| 2 | 2         | Kapitel zwei: Bring dich ein!               | Chapter Two: Use It                                      | 1. Apr. 2018         | 15. Mai 2018                          | Bill Hader   | Alec Berg & Bill Hader |
| Das LAPD ermittelt in den Morden an Ryan und den Tschetschenen. Die Ermittler finden zwar den Lippenstift, können sich aber keinen Reim darauf machen, wie man diesen benutzt. Barry und Fuches werden unterdessen von der Mafia entführt, Fuches wird so lange an den Zähnen gefoltert, bis sich Barry bereit erklärt, den Informanten Paco zu ermorden. Gene informiert den Kurs über Ryans Tod und plant, dass alle Mitglieder auf der Beerdigung ihm zu Ehren eine kurze Szene aufführen sollen. Sally bittet Barry, etwas aus Glaubensfrage zu spielen, da dies das letzte Stück war, das sie mit Ryan geprobt hatte. Auf dem Begräbnis hält Ryans Vater eine sehr emotionale Rede, was Barry tief erschüttert, da er noch nie mit trauernden Angehörigen seiner Opfer konfrontiert wurde. Deswegen kann er die Szene nicht aufführen und begleitet Sally nach Hause. Sie bietet ihm Sex an, was er zu ihrer Verwunderung ablehnt und fluchtartig geht. Am Ende der Folge sieht man einen Tschetschenen, der Fotos von Sally macht. |           |                                             |                                                          |                      |                                       |              |                        |
| 3 | 3         | Kapitel drei: Riskier was!                  | Chapter Three: Make the Unsafe Choice                    | 8. Apr. 2018         | 22. Mai 2018                          | Bill Hader   | Duffy Boudreau         |
| Barry bereitet sich gerade vor, Paco zu töten, als Hank ihn anweist, noch ein wenig abzuwarten. Goran hat in der Zwischenzeit einen neuen Auftragsmörder namens Stovka gefunden. Dieser soll Barry und Fuches nach Pacos Tötung beseitigen. Als Stovka Fuches gegenübersteht, redet letzterer auf ihn ein und schafft es, dass Stovka nicht ihn, sondern sich selbst erschießt. Unterdessen finden die Ermittler Janice Moss und John Loach heraus, dass Ryan eine Verbindung zu Goran hatte, weswegen sie Gene und die Mitglieder des Kurses befragen. Danach hilft Barry Sally, sich für ein Vorsprechen vorzubereiten. Sally erfährt, dass sie mit der Hauptdarstellerin früher befreundet war und mit ihr in einer abgesetzten Fernsehserie mitgewirkt hat. Sally ist über den Erfolg ihrer Kollegin so bestürzt, dass sie während des Castings unaufhörlich weint und die Rolle daher nicht erhält. Barry will Paco mit einem Scharfschützengewehr liquidieren, als er einen Anruf von der aufgelösten Sally erhält, die ihn bittet, zu ihr zu kommen. Barry verpasst deswegen sein Ziel, weswegen er bei Paco einbricht und ihn erwürgt. Anschließend geht er zu Sally, wo er sie tröstet und mit ihr Sex hat. Er ist darüber äußerst glücklich und malt sich eine gemeinsame Zukunft mit ihr aus. |           |                                             |                                                          |                      |                                       |              |                        |
| 4 | 4         | Kapitel vier: Kümmer dich... um dich selbst | Chapter Four: Commit...To You                            | 15. Apr. 2018        | 29. Mai 2018                          | Maggie Carey | Sarah Solemani         |
| Sally erstellt für Barry ein Facebook-Profil, wodurch er in Kontakt mit seinem früheren Kameraden Chris Lucado kommt. Danach erhält er von Fuches seinen nächsten Auftrag der Tschetschenen: Er soll ein Drogen-Versteck der bolivianischen Mafia ausrauben, Barry hält dies aber für zu riskant und lehnt die Aufgabe ab. Unterdessen bereitet sich Sally mit ihrem Agenten für ein Vorsprechen vor, als dieser ihr gegenüber aufdringlich wird. Sie lehnt seine Avancen ab, er behauptet, er hätte nur einen Scherz gemacht. Beim Casting wird sie nach Hause geschickt, da ihr Agent sie nicht mehr vertreten will, Sally schließt sich in ihrem Auto ein und weint. In der Zwischenzeit lädt Gene Janice in ein Restaurant ein. Sie denkt, dass er Informationen zum Fall hat und reagiert überrascht, da sich das Treffen als Verabredung herausstellt, sie bleibt aber. Janices Kollegen gelingt es endlich, die Lippenstift-Kamera zu entschlüsseln, Barrys Umriss ist auf den Aufnahmen zwar klar zu sehen, er ist aber nicht zu identifizieren. Auf einer Party überreicht Barry Sally einen neuen Laptop als Geschenk, was sie nicht sehr erfreut. Chris, der von Barry eingeladen wurde, bringt seine Kameraden Vaughn und Taylor mit. Barry sieht, wie ein fremder Mann mit Sally flirtet, und fordert ihn auf, zu verschwinden, was Sally verärgert. Taylor findet Barrys Daten zum Drogenversteck und bietet ihm an, bei der Stürmung zu helfen. |           |                                             |                                                          |                      |                                       |              |                        |
| 5 | 5         | Kapitel fünf: Bleib in der Rolle!           | Chapter Five: Do Your Job                                | 22. Apr. 2018        | 5. Juni 2018                          | Hiro Murai   | Ben Smith              |
| Sally schlägt Barry vor, eine Beziehungspause einzulegen, was zu Problemen führt, da sie ein Paar in einer Shakespeare-Aufführung darstellen sollen. Janice befragt drei Mitglieder des Kurses, die dem Mann auf den Lippenstift-Aufnahmen ähnlich sehen, unter anderem auch Barry. Dieser erhält von Fuches ein Alibi für die Tatzeit. Fuches liegt ihm nahe, nach dem Auftrag den Mitwisser Taylor zu ermorden, was Barry zögerlich annimmt, obwohl er sich davor sträubt, einen Marine zu töten. Der Schauspielkurs diskutiert die Moral des Stückes Macbeth, Barry fragt die Runde, ob er sich wie die Titelfigur auch selbst umbringen sollte, da er getötet hat. Gene antwortet, dass alle Tötungen außerhalb von Kriegen unentschuldbar seien. In derselben Nacht stürmen Barry und Taylor das Versteck und töten mehrere Verbrecher. Taylor tötet dabei die meisten Männer und rettet zudem Barry das Leben. Am nächsten Morgen ist Fuches erfreut, da Barry überlebt hat. Seine gute Laune verschwindet, als Taylor ebenfalls in der Tür steht. |           |                                             |                                                          |                      |                                       |              |                        |
| 6 | 6         | Kapitel sechs: Nimm die Schwingungen auf!   | Chapter Six: Listen With Your Ears, React With Your Face | 29. Apr. 2018        | 12. Juni 2018                         | Hiro Murai   | Emily Heller           |
| Barry und Fuches oberservieren eine verlassene Landebahn, auf der der bolivianische Drogenbaron Cristobal Sifuentes bald landen soll. Fuches fordert Barry nochmals eindrücklich auf, Taylor aus dem Weg zu räumen. Goran befindet sich in der Zwischenzeit im ausgeraubten Drogenversteck und ist genervt, da sein Handlanger Vacha ständig Fotos von Barry macht. Vacha will sich an Barry rächen, da dieser seinen Bruder getötet hat. In der Zwischenzeit geraten Janice und Gene in Streit, da sie ihm nach einer gemeinsamen Nacht erzählt, dass ihre Beziehung riskant sei, da sie gegen seinen Kurs ermittelt. In Taylors Wohnung schlägt Barry ihm vor, seinen Platz als Auftragsmörder einzunehmen, Taylor antwortet, dass Barry einfach nur Fuches töten sollte. Er nimmt heimlich Geld aus dem Drogenversteck und verstaut es in Barrys Rucksack. In der Schauspielschule entdeckt Barry das Geld und versteckt in den Deckenplatten der Toilette. Vacha geht zur Schule und folgt Sally, um sie töten, als Janice auftaucht, die sich bei Gene entschuldigen will. Vacha flüchtet zunächst und liefert sich anschließend eine Schießerei mit ihr, die ihn schließlich erschießt. Janice findet zudem auf der Toilette das versteckte Geld. Barry sagt in der Nacht zu Taylor, dass er allein zur Landebahn gehen wird, allerdings bestehen Taylor, Chris und Vaughn darauf, ihn zu begleiten. Auf der Landebahn geraten sie in einen Hinterhalt und werden beschossen. |           |                                             |                                                          |                      |                                       |              |                        |
| 7 | 7         | Kapitel sieben: Lass deine Gefühle zu!      | Chapter Seven: Loud, Fast, and Keep Going                | 6. Mai 2018          | 19. Juni 2018                         | Alec Berg    | Liz Sarnoff            |
| Barry und Chris haben den Hinterhalt als Einzige überlebt. Chris tötet noch einen Bolivianer, er und Barry gelingt daraufhin die Flucht, sie fahren wieder nach Los Angeles. Barry hat sofort darauf die Generalprobe mit Sally, allerdings ist seine Leistung so schlecht, dass er sowohl von ihr als auch von Gene heftig kritisiert wird. In der Zwischenzeit erhalten die Tschetschenen einen Anruf von Cristobal, den sie ermorden lassen wollten. Er sagt ihnen, dass es zur Gewalt keinen Grund gab und er bereit gewesen wäre, das Drogenversteck mit ihnen zu teilen, er erklärt ihnen daraufhin den Krieg. Goran ist daraufhin erbost. Er hält Barry für tot, weswegen er Hank befiehlt, Fuches umzubringen. Als Janice erfährt, dass der versuchte Anschlag auf Cristobal von Marines verübt wurde, glaubt sie, dass Barry der Gesuchte ist, obwohl mehrere Beweise dagegen zu sprechen scheinen. Der schwer traumatisierte Chris gesteht Barry, dass er zur Polizei gehen und alles gestehen will, um sein Gewissen zu erleichtern. Barry kann das nicht zulassen und tötet Chris, weswegen er einen Zusammenbruch erleidet. Er verspätet sich bei der Aufführung, allerdings ist seine Leistung so eindringlich, dass das Publikum tief bewegt ist. Sally gewinnt dank ihm an Selbstvertrauen und beeindruckt einen potentiellen Agenten nachhaltig. |           |                                             |                                                          |                      |                                       |              |                        |
| 8 | 8         | Kapitel acht: Finde deine Wahrheit!         | Chapter Eight: Know Your Truth                           | 13. Mai 2018         | 26. Juni 2018                         | Alec Berg    | Alec Berg & Bill Hader |
| Barry fordert von Fuches seinen Anteil vom Landebahn-Auftrag ein, verprügelt ihn anschließend und sagt ihm, dass sein Leben als Krimineller nun vorbei sei. Fuches verrät Goran, dass Barry noch lebt und er ihn ermorden sollte. Goran plant allerdings, Fuches zu töten, Hank unterrichtet Barry von seinem Vorhaben, worauf er Goran und seine Handlanger umbringt und Fuches zwingt, die Stadt zu verlassen. Hank wird Pate der Tschetschenen und verbündet sich mit den Bolivianern. Janice findet unterdessen in Taylors Wohnung ein Buch von Gene, das Barry Ryan abgenommen hatte. Deswegen glaubt sie, dass sich Ryan und Taylor miteinander verbunden haben, um einen Krieg zwischen den Tschetschenen und Bolivianern anzuzetteln. Als das LAPD den toten Goran findet, erklärt es die Bolivianer zu den Tätern und schließt die Akte. Barry wird wieder festes Mitglied des Schauspielkurses und versöhnt sich mit Sally. Einige Wochen später werden Barry, Sally und Janice von Gene auf sein Landhaus eingeladen. Janice wird misstrauisch, als sie erfährt, dass Barry unter dem Namen Barry Block auftritt, da sie diesen Namen schon einmal irgendwo gehört hat. Zudem erzählt ihr Gene von Barrys Monolog über seine Tätigkeit als Auftragsmörder, weswegen sie recherchiert und auf Facebook eine Verbindung zwischen Barry, Chris und Taylor erkennt. Als sie Barry damit konfrontiert, bittet er sie inständig, den Fall ruhen zu lassen, was sie ablehnt. Daraufhin zückt er eine versteckte Waffe, woraufhin Schüsse fallen und zunächst nicht klar ist, ob Janice überlebt hat. Barry legt sich zu Sally und sagt wie schon zuvor zu Fuches, dass sein Leben als Krimineller nun vorbei sei. |           |                                             |                                                          |                      |                                       |              |                        |

## Staffel 2
| Nr. (ges.) | Nr. (St.) | Deutscher Titel                                 | Originaltitel                          | Erstausstrahlung USA | Deutschsprachige Erstausstrahlung (D) | Regie        | Drehbuch               |
| --- | --------- | ----------------------------------------------- | -------------------------------------- | -------------------- | ------------------------------------- | ------------ | ---------------------- |
| 9 | 1         | Kapitel neun: Spiel deine Rolle!                | The Show Must Go On, Probably?         | 31. März 2019        | 18. Juni 2019                         | Hiro Murai   | Alec Berg & Bill Hader |
| Einige Wochen nach Janices Verschwinden stellt die Polizei aufgrund fehlender Hinweise die Ermittlungen ein. Gene ist hiervon tief erschüttert und zieht sich beinahe vollkommen zurück. Nach langer Abwesenheit kehrt Gene doch zu seinem Kurs zurück und verkündet, dass sowohl das nächste Stück abgesagt als auch der Kurs beendet werden. Barry erzählt Gene von seiner ersten Tötung als Marine, woraufhin Gene den Kurs doch weiterführen will. In der Zwischenzeit sieht Hank seine florierende Zusammenarbeit mit den Bolivianern von Esther bedroht, der Anführerin der burmesischen Mafia, die in eine Operation der Bolivianer involviert ist. Zudem will Hanks eigene Familie in Tschetschenien ihn umbringen, da er den Mörder von Goran nicht finden konnte. Hank erklärt ihnen, dass Esther Goran getötet hat, da er Barry schützen will. Er bittet Barry in Los Angeles um Hilfe, dieser ist jedoch erbost, dass Hank ihn mitten auf der Straße angesprochen hat, und weist ihn forsch ab. Etwas später sucht Hank Barry erneut auf und behauptet, er schulde ihm was, da er ihm das Leben gerettet hat. Er droht Barry, ihn umzubringen, wenn er Esther nicht tötet. Derweil wohnt Fuches in Cleveland und sucht einen Nachfolger für Barry, stellt sich hierbei aber derart ungeschickt an, dass er verhaftet wird. Seine DNA wird einem Zahn zugeordnet, der am Tatort von Gorans Ermordung gefunden wurde. Als Loach, der Janices vermutlichen Tod nicht verkraftet hat, davon erfährt, stellt er Nachforschungen an, findet die Verbindung zwischen Fuches und Barry und kommt zu dem Schluss, das letzterer der Mann auf den Video-Aufnahmen ist. |           |                                                 |                                        |                      |                                       |              |                        |
| 10 | 2         | Kapitel zehn: Möge die Schwäche mit dir sein!   | The Power of No                        | 7. Apr. 2019         | 18. Juni 2019                         | Hiro Murai   | Taofik Kolade          |
| Hank beauftragt Barry damit, Esther zu ermorden, was Barry missfällt, da er eigentlich nicht in sein kriminelles Leben zurückkehren will. Unterdessen fühlt sich Gene von Barry Erzählung seiner ersten Tötung inspiriert und gibt seiner Klasse die Aufgabe, ein kurzes Stück über ihre eigene persönliche Wahrheit zu schreiben und dieses dann aufzuführen. Barry will über seine Zeit als Marine nicht schreiben und überredet Gene, etwas über ihr erstes Treffen verfassen zu dürfen. Danach trifft sich Gene mit seinem entfremdeten Sohn Leo, der als Bio-Bauer arbeitet, um wieder mit ihm in Kontakt zu treten. Als dies scheitert, kommt Gene zu der Erkenntnis, zu egozentrisch zu sein, und bittet Barry, doch über seine Zeit in Afghanistan zu schreiben. Derweil kann Sally unter ihrer neuen Agentin Lindsay erste Erfolge verbuchen, ist aber frustriert, da sie hauptsächlich für unbedeutende Nebenrollen engagiert wird. Lindsay sagt ihr deshalb, dass sie auf die erste große Rolle einfach nur warten muss. Währenddessen macht Loach Fuches in Cleveland ausfindig und überredet ihn, Barry ein Geständnis zu entlocken. Dieser bringt es nicht fertig, Esther zu ermorden, und entkommt knapp ihren Handlangern. Zuhause empfängt ihn Fuches, Barry wirft ihn wütend raus, was ein frustrierter Loach per versteckter Kamera verfolgt. |           |                                                 |                                        |                      |                                       |              |                        |
| 11 | 3         | Kapitel elf: Stelle deine Vergangenheit dar!    | Past = Present x Future Over Yesterday | 14. Apr. 2019        | 25. Juni 2019                         | Minkie Spiro | Jason Kim              |
| Sally will etwas über die Nacht schreiben, in der sie ihren gewalttätigen Ex-Mann Sam verließ. Sie bereut es allerdings, sich gegen ihn nicht gewehrt zu haben. Deswegen verfasst sie eine verfälschte Version, in der sie in ihren Augen stärker wegkommt. In der Zwischenzeit will Hank Barry töten lassen, da dieser seinen Auftrag nicht ausgeführt hat. Der engagierte Scharfschütze trifft aber nicht und wird seinerseits von Barry durch einen Schuss in die Schulter verletzt. Hank will nicht zurück nach Tschetschenien geschickt werden und bittet Barry, ihn zu töten. Barry macht ihm aber stattdessen ein Angebot: Er trainiert seine Handlanger, damit diese die Burmesen töten können und Hanks Partnerschaft mit Cristobal nicht mehr länger gefährdet wird. So wären Barry und Hank zudem quitt. Danach will Barry ebenfalls eine verfälschte Version seiner Geschichte schreiben, in der er seinem Freund Albert in der (fiktiven) Provinz Koregal das Leben rettet. Allerdings schafft er dies nicht und beklagt sich, dass er niemand zum Reden hat. Kurz darauf taucht Fuches erneut in seiner Wohnung auf. Barry öffnet sich ihm gegenüber wegen den Geschehnissen in Koregal, die beiden versöhnen sich, was Loach noch frustrierter werden lässt. Im Schauspielkurs spielt Barry die Rolle von Sallys Ex-Mann und muss sie deshalb würgen, was ihm gar nicht behagt. Gene und Sally beleidigen ihn deshalb, damit er in die Rolle findet, allerdings verlässt Barry wütend den Raum. Sally folgt ihm, als sie erschrocken stehen bleibt, da Sam vor ihr steht. |           |                                                 |                                        |                      |                                       |              |                        |
| 12 | 4         | Kapitel zwölf: Sei der, der du sein möchtest!   | What?!                                 | 21. Apr. 2019        | 25. Juni 2019                         | Liza Johnson | Duffy Boudreau         |
| Barry und Sally gehen gemeinsam mit Sam Abend essen. Barry kann seine Wut auf Sam kaum zügeln, während Sally versucht, beide zu beruhigen. Barry fragt Sally später, warum sie Sam mit offenen Armen empfangen hat, woraufhin sie Barry unter Tränen gesteht, dass sie sich gar nicht gegen ihn gewehrt hat, sondern seine Wohnung verlassen hat, während er gerade schlief. Sally ist verzweifelt, da sie auf der Bühne die Wahrheit nicht sagen will, Barry beruhigt sie und sagt ihr, dass es in Ordnung sei, Geheimnisse zu haben. Am nächsten Tag bemerkt Barry, dass Sam im Theater war, als Sally ihre Szene geprobt hat. Er eilt zu ihrem Auto, wo sie von Sam beleidigt wird. Später erhält sie einen Anruf von ihm, der sie in sein Hotel bittet, da er ein Geschenk für sie hätte. Sally ahnt seine Absichten, geht aber dennoch hin, wo sie von ihm lautstark aufgefordert wird, die Szene nicht aufzuführen. Als sie die Tür aufmacht, um zu gehen, wird sie fast von Barry erschossen, der heimlich ins Hotel gekommen war. Beschämt geht Barry zu Gene und beichtet ihm die Wahrheit über Kornegal: Albert wurde von einem Terroristen erschossen, Barry wollte auf diesen ebenfalls schießen, traf aber einen unbeteiligten Zivilisten, der tödlich verletzt wurde. Gene ist schockiert und bittet Barry, diese Version nicht aufzuführen. Danach versichert er ihm, dass sich Menschen ändern könnten. Barry blickt deswegen hoffnungsvoll auf seine eigene Zukunft und fährt hocherfreut zu Fuches, um ihn von seiner Erkenntnis zu erzählen. Dort erhält Loach endlich sein erhofftes Geständnis, verhaftet Barry aber nicht, sondern erpresst ihn und beauftragt ihn damit, den neuen Liebhaber seiner Ex-Frau zu ermorden. |           |                                                 |                                        |                      |                                       |              |                        |
| 13 | 5         | Kapitel dreizehn: Du sollst nicht töten!        | ronny/lily                             | 28. Apr. 2019        | 2. Juli 2019                          | Bill Hader   | Alec Berg & Bill Hader |
| Barry macht sein neues Ziel Ronny ausfindig, der dem Konsum von Marihuana nicht abgeneigt wird. Er will ihn nicht töten, weswegen er versucht, ihn zu einem Kompromiss zu überreden. Ronny scheint gerade gehen zu wollen, als er Barry unvermittelt seine Taekwondo-Fähigkeiten demonstriert. Es kommt zum Kampf zwischen den beiden, der erst endet, als sich Ronny an der Luftröhre verletzt und das Bewusstsein verliert. Als seine Tochter Lily nach Hause kommt, stellt Barry schmerzhaft fest, dass sie ebenfalls Taekwondo beherrscht. Sie verletzt ihn mit einem Stich in den Rücken, er kann aber flüchten. Er bittet Fuches, ihn in ein Krankenhaus zu bringen, dieser fährt mit Barry aber zu einer Drogerie, wo er Barrys Wunde mehr schlecht als recht zunäht. Danach fährt er mit Barry zurück, um Lily zu töten. Als sie sie finden, weigert sich Barry, sie umzubringen, woraufhin sie auf ein Dach flüchtet. Nach mehreren Stunden ist sie immer noch dort, Barry erlangt wieder das Bewusstsein und reißt versehentlich seine Nähte auf, woraufhin Fuches seine Verletzung mit Sekundenkleber behandelt. Während sie abgelenkt sind, schleicht sich Lily auf den Rücksitz und beißt Fuches in die Wange. Da seine Hände am Lenkrad festkleben, entkommt sie mit einem Stück aus seiner Backe. Barry und Fuches fahren wieder zur Drogerie, wo sie vorher Ronny versteckt hatten. Dieser erwacht und greift Barry sofort wieder an. Loach erscheint in der Drogerie und will Barry und Ronny erschießen, wird aber von letzterem sogleich getötet. Schließlich kommen mehrere seiner Kollegen an und erschießen Ronny, Barry kann fliehen und steigt in Fuches’ Wagen. |           |                                                 |                                        |                      |                                       |              |                        |
| 14 | 6         | Kapitel vierzehn: Lass die Wahrheit raus!       | The Truth Has a Ring to It             | 5. Mai 2019          | 2. Juli 2019                          | Alec Berg    | Emily Heller           |
| Barry beendet die Zusammenarbeit mit Fuches endgültig, da er ihn an Loach verraten hat, und widmet sich wieder dem Schauspielkurs. Dort erfährt er, dass Sally nun die wahren Ereignisse mit Sam verarbeiten will, allerdings verläuft die erste Probe katastrophal. Er bittet Gene um Rat, wie er in Sallys Szene gut spielen kann. Gene rät ihm, mithilfe seiner eigenen Geschichte die richtigen Emotionen für Sallys Aufführung zu finden. Auf der Bühne verarbeitet Barry Janices Ermordung, woraufhin er zu Genes voller Zufriedenheit eine sehr gute Leistung bringt. Lindsey, die sich die Aufführung angesehen hat, sagt Sally, dass sie mithilfe ihrer Erlebnisse in der Branche groß rauskommen kann. Später bringt Barry das Training der Tschetschenen zum Anschluss, Hank schenkt ihm als Dank eine Anstecknadel. Der junge Maybrek bedankt sich bei Barry, da er dank diesem nun ein guter Soldat sei und einen Sinn in seinem Leben gefunden hätte. Als sich Hank auf den Anschlag auf Esther vorbereiten will, stellt er schockiert fest, dass seine Leute von einem Akkordeon-Spieler, den er beleidigt hatte, verraten und von Cristobal und Esther gefangen genommen wurden. In der Zwischenzeit sucht Fuches in einem Wald nach einem Auto und findet darin Janices Leiche. |           |                                                 |                                        |                      |                                       |              |                        |
| 15 | 7         | Kapitel fünfzehn: Sprich für dich selbst – vor! | The Audition                           | 12. Mai 2019         | 9. Juli 2019                          | Alec Berg    | Elizabeth Sarnoff      |
| Sally erhält ein Angebot für einen Fernsehfilm, in dem es um Frauen geht, die von ihrem Männern misshandelt wurden. Allerdings lehnt sie die Rolle ab, als sie merkt, dass es in der Produktion nicht um starke Frauen, sondern Rachefantasien geht. Sie ist deshalb eifersüchtig, als Barry in der Lobby der Agentur zu einem Hauptrollen-Casting für einen aufwändig produzierten Spielfilm eingeladen wird. Er holt sich erneut Rat bei Gene, während Lindsay Sally anbietet, ihr Stück in einem großen Theater aufzuführen, um so Menschen auf ihre Geschichte aufmerksam zu machen. Währenddessen können sich Hanks Männer aus einem brennenden Bus befreien und liefern sich Schießereien mit den Bolivianern und den Burmesen. Danach setzen sie ihn ab und benennen Maybrek zu ihrem Anführer. Als Barry zu seinem Casting geht und Gene sich dort nicht wie versprochen befindet, findet er heraus, dass sich Fuches als Privatdetektiv ausgibt, um Gene zu Janices Leiche zu führen. Deswegen spielt er bei seinem Casting nicht besonders gut, was den Regisseur Jay Roach allerdings fasziniert, und er macht sich danach sofort auf die Suche nach Gene. Fuches wird unterdessen wütend, als Gene ihm erklärt, wie verloren Barry war, bevor er in den Schauspielkurs gekommen ist. Er führt ihn zu dem Auto und zeigt ihm Janices Leiche, was Gene schockiert. Danach ruft Fuches die Polizei, gibt sich als Gene aus und gesteht den Mord. Er zielt danach mit einer Waffe auf Gene, während Barry durch den Wald rennt. |           |                                                 |                                        |                      |                                       |              |                        |
| 16 | 8         | Kapitel sechzehn: Sei größer als dein Du!       | berkman > block                        | 19. Mai 2019         | 9. Juli 2019                          | Bill Hader   | Alec Berg & Bill Hader |
| Fuches bringt es nicht über sich, Gene zu töten, weswegen er flüchtet. Gene und Barry werden verhaftet, Barry wird bald wieder entlassen, während Gene des Mordes an Janice verdächtigt wird. Barry ruft Fuches an und sagt ihm, dass er ihn töten werde. Seine Schauspielklasse führt ihre Stücke in einem professionellen Theater auf. Sally improvisiert während ihrer Szene mit Barry und gibt ihrem Partner mutig den Laufpass, anstatt von ihm gewürgt zu werden. Sallys Leistung wird von den Zuschauern und den anwesenden Agenten sehr positiv aufgenommen, allerdings ist Sally nicht glücklich darüber, mit einer Lüge so viel Aufmerksamkeit zu erlangen. Derweil bereiten sich Hank und die Tschetschenen in einem buddhistischen Kloster auf einen Kampf mit den Bolivianern und Burmesen vor. Hank bittet Barry um Unterstützung, was dieser ablehnt. Fuches, der um sein Leben fürchtet, bietet sich als Unterhändler zwischen allen drei Parteien an und vereint Hank mit Cristobal. Die Polizei entlässt Gene aus ihrem Gewahrsam, da sie eine Anstecknadel von Hank neben Janices Leiche gefunden hat, die dort von Barry platziert wurde. Dieser ruft Gene an, erreicht aber Leo, der ihm sagt, dass alle Vorwürfe gegen seinen Vater fallen gelassen wurden. Barry sagt daraufhin, dass sein Vater Recht hatte und sich Menschen tatsächlich ändern können. Danach erhält Barry eine SMS von Hank, der ihm verrät, wo sich Fuches gerade aufhält. Barry geht zum Kloster und tötet beinahe alle Anwesenden, unter anderem auch Maybrek und Esther, verfehlt aber Fuches, der entkommt. Hanks Nachfolger Batir, der von Tschetschenien aus geschickt wurde, findet Hank schwer verletzt im Tempel und lobt ihn für die Tötung Esthers. Am Ende der Staffel erinnert sich Gene, dass Fuches, als er ihn mit Janices Leiche allein ließ, Barry Berkman als ihren Mörder benannte. |           |                                                 |                                        |                      |                                       |              |                        |

## Staffel 3
| Nr. (ges.) | Nr. (St.) | Deutscher Titel    | Originaltitel     | Erstausstrahlung USA | Deutschsprachige Erstausstrahlung (D) | Regie      | Drehbuch               |
| --- | --------- | ------------------ | ----------------- | -------------------- | ------------------------------------- | ---------- | ---------------------- |
| 17 | 1         | Vergebung für Jeff | forgiving jeff    | 24. Apr. 2022        | 6. Juli 2022                          | Bill Hader | Alec Berg & Bill Hader |
| Barry nimmt nun Aufträge aus dem Darknet an. Allerdings tötet er sowohl seinen ersten Klienten als auch die Zielperson, da er von beiden extrem genervt ist. Privat leidet Barry unter Beziehungsproblemen, weil Sally kaum noch Zeit für ihn hat, seitdem sie die Hauptrolle in ihrer teils autobiografischen Serie Joplin spielt. Unterdessen verhört Detective Dunn NoHo über den Mord an Janice. Sie erklärt ihm, dass ein Anstecker, den er einst Barry schenkte, neben der Leiche gefunden wurde. NoHo deckt Barry, indem er Fuches als Besitzer des Ansteckers benennt. Fuches sei eigentlich ein tschetschenischer Auftragsmörder mit dem Decknamen Der Rabe. Während sich Fuches in einer Hütte in Tschetschenien versteckt, glaubt die Polizei NoHo, da sie Fuches’ wahre Identität nicht überprüfen können und Barry ein vermeintliches Alibi für Janices Todestag hat. Danach wird auch Gene verhört, der in seiner Befragung Barry für alles Negative in seinem Leben, wie die Schließung des Theaters, verantwortlich macht. Wenig später sucht Barry NoHo auf, der mit Cristobal zusammenlebt, und bittet ihn um Arbeit, jedoch weigert dieser sich, da er wegen der Schießerei im Kloster immer noch wütend ist. Kurz darauf erhält Barry eine Textnachricht von Gene, der sich am nächsten Morgen mit ihm im Theater treffen will. Dort will er Janice rächen und bedroht Barry mit einer Waffe, allerdings kann Barry ihn überwältigen und will ihn in einer abgelegenen Gegend aus dem Weg räumen. Als Gene versichert, dass sich Barry seine Vergebung verdienen könne, fordert dieser Gene auf, in den Kofferraum seines Autos zu steigen.                                                                    |           |                    |                   |                      |                                       |            |                        |
| 18 | 2         | Limonade           | limonada          | 1. Mai 2022          | 6. Juli 2022                          | Bill Hader | Alec Berg & Bill Hader |
| Barry hält Gene weiter gefangen. Er bittet Sally, Gene eine Rolle in ihrer Serie zu verschaffen. Sie lehnt ab, da Gene laut den Produzenten schwierig sei, worauf Barry sie vor ihren Kollegen anschreit und geht. Er wendet sich an die Casting-Direktorin Allison, die dieselbe Meinung über Gene hat und Barry zu einem Vorsprechen schickt. Unterdessen wird Cristobal von seinem Schwiegervater, dem Verbrecherboss Fernando, aufgesucht. Dieser erklärt ihm, gemeinsam mit ihm die Tschetschenen wegen der Schießerei im Kloster ausschalten zu wollen, weswegen Cristobal große Angst um NoHo hat. Unterdessen erfährt Sally am Set, dass eine ähnliche Produktion bald anläuft, weswegen der Start von Joplin vorverlegt und sie aufgefordert wird, die Serie zu bewerben. Nachts greifen Fernandos Männer NoHos Heroinumschlagplatz an, der dank eines Tipps von Cristobal rechtzeitig nach Hause flieht. Dort trennt sich Cristobal von ihm und fordert ihn auf, unterzutauchen. Später bittet Barry die Produzenten beim Vorsprechen, auch Gene zu besetzen. Er erfährt, dass dieser aufgrund Vorfällen an den Sets zweier Serien in der Industrie einen schlechten Ruf hat. Als Barry erzählt, wie Gene ihm half, zu sich selbst zu finden, beschließen die Produzenten, sowohl Barry als auch Gene Rollen in der Serie zu geben. Danach findet Barry den Kofferraum leer vor. Gene schafft es, zu sich nach Hause zu flüchten, wo sich bereits Barry befindet. Er zwingt Gene, die Rolle in der Serie anzunehmen, da er sonst Genes Sohn Leo und dessen Sohn töten werde. Nachdem Gene zustimmt, erklärt Barry, ihn zu lieben, und fordert Gene auf, ihm dasselbe zu sagen.                                           |           |                    |                   |                      |                                       |            |                        |
| 19 | 3         | Ben Mendelsohn     | ben mendelsohn    | 8. Mai 2022          | 13. Juli 2022                         | Alec Berg  | Emma Barrie            |
| Barry und Gene lernen den Showrunner Brian kennen. Er wurde einst als Assistent am Mord ist ihr Hobby-Set von Gene schlecht behandelt. Brian gibt ihm dennoch eine wichtige Textpassage, obwohl er nur Statist ist. Später erklärt Gene Barry, sich für Janices Tod verantwortlich zu fühlen, da er sie unwissentlich auf Barrys Spur brachte. Unterdessen will Batir, Hanks Handlanger, Cristobal ausschalten. Hank schlägt vor, dafür Fuches zu engagieren, dem jedoch sein neues Leben in Tschetschenien gefällt. Inzwischen überredet Cristobal Fernando, die Tschetschenen nicht weiter anzugreifen und nach Bolivien zurückzukehren. Derweil befindet sich Sally mit ihrer Kollegin Katie auf der Pressetour, deren Interviews jedoch äußerst kurz sind und oft gar nichts mit Joplin zu tun haben. Katie gesteht Natalie, Sallys neuer Assistentin, vor Barry Angst zu haben. Als sie ihr von dessen Kriegserfahrungen erzählt, steigert sich Katies Unbehagen. Schließlich will Batir einen Bombenanschlag auf Cristobal verüben, obwohl Hank versichert, dass Fernando das Hauptproblem sei. Er bittet Barry um Hilfe, der ihn abweist. Kurz darauf entschuldigt sich Fuches telefonisch bei Barry, was diesen wenig beeindruckt und Fuches veranlasst, Barrys Beziehung zu Gene zu verspotten. Kurz darauf schlägt Gene Barry, fordert ihn auf, seine Familie in Frieden zu lassen, und verlässt das Set. Daraufhin beschließt Barry, Hank zu helfen, was Batir wegen der Schießerei im Kloster missfällt, zudem fragt er sich, warum Hank Cristobal in Schutz nimmt. In Tschetschenien plant Fuches, sich an Barry zu rächen, missversteht eine Freundin, der ihn mit einer Fabel umstimmen will, und reist in die USA. |           |                    |                   |                      |                                       |            |                        |
| 20 | 4         | Mit allen Saucen   | all the sauces    | 15. Mai 2022         | 13. Juli 2022                         | Alec Berg  | Jason Kim              |
| In den Vereinigten Staaten gibt sich Fuches als Privatdetektiv aus, der Hinterbliebenen von Barrys Opfern dessen Ermordung anbietet. Der Witwe Julie und ihrem Sohn Kyle, die ihn wütend abweisen, hinterlässt er dessen Adresse, ebenso dem Vater von Ryan Madison, der in der ersten Staffel indirekt durch Barry ums Leben kam. Unterdessen will Barry Fernando mit der Bombe ausschalten, während Cristobal außer Haus ist. Weil Barry von einem fehlerhaften Handy-Zünder abgelenkt wird, betritt Cristobal von ihm unbemerkt das Haus. Dort kommt es zum Streit mit Fernando, der von seiner Beziehung zu Hank weiß. Cristobal macht seinem Schwiegervater klar, ihn nicht länger zu unterstützen, und wird von der Wucht der Explosion verletzt, worauf ihn Barry zu Hank bringt, der seine Wunden versorgt. Derweil will Gene zusammen mit Leo und seinem Enkel die Stadt verlassen, als er von seinem Agenten Tom aufgehalten wird. Aufgrund eines Artikels, der ihn für seine Tätigkeit als Barrys Schauspiel-Mentor lobt, ist Gene plötzlich bei Produzenten und Casting-Direktoren wieder gefragt. Später erklärt Katie Sally auf der Joplin-Premiere, auf der sich Barry wegen seines Auftrags verspätet, dass ihre Beziehung zu ihm nur eine von vielen toxischen Beziehungen in ihrem Leben sei. Barry sucht in der Zwischenzeit Gene auf, entschuldigt sich bei ihm für die Ereignisse der letzten Wochen, verspricht, seine Familie in Zukunft in Frieden lassen zu werden, und überlässt ihm den Lohn aus Hanks Auftrag. Er kommt schließlich bei der Premiere an, auf der sich Sally von ihm trennt. Woanders beschließen Julie und Kyle, Barry selbst zu töten.                                                |           |                    |                   |                      |                                       |            |                        |
| 21 | 5         | Crazytimesh*tshow  | crazytimesh*tshow | 22. Mai 2022         | 20. Juli 2022                         | Alec Berg  | Emily Heller           |
| Barrys vermeintlich toter Kamerad Albert Nguyen lebt noch und ist nun FBI-Agent. Er ermittelt im Mordfall Janice und befragt Dunns Team, da er Fuches’ Schuld bezweifelt und stattdessen Barry verdächtigt. Dieser wohnt nun bei seinen ehemaligen Mitbewohnern und bittet Cristobal und Hank um Hilfe, die ihm raten, mit Sally offener zu sein. Deren Serie verschwindet nach einem erfolgreichen Start schnell aus der Beliebtheitsliste des Streaming-Dienstes. Als sich Sally bei der CEO beschwert, erklärt diese, Joplin abgesetzt zu haben, die bei der Zielgruppe nicht ankomme. Unterdessen kommt Cristobals Ehefrau Elena in die Stadt, um Fernando zu rächen. Sie leitet eine Stürmung von Hanks Drogenumschlagplatz, während dieser sich in einem Schrank versteckt. Dort wird er Zeuge, wie Elenas Leute Cristobal mitnehmen. Im Haus findet Elena ein Paarfoto von Cristobal und Hank. Später entschuldigt sich Gene auf einer von Joe Mantegna veranstalteten Party sowohl bei diesem als auch bei seiner Exfreundin Annie für sein früheres Verhalten ihnen gegenüber. Annie behauptet wütend, dass Gene ihre Karriere als Theaterregisseurin zerstört habe. Während Fuches Traci, die Schwester von Taylor, der bei einem Auftrag mit Barry starb, rekrutiert, will Barry Sally seinen Schlüssel für ihre Wohnung und eine Nachricht hinterlassen, als sie ihr Haus betritt. Sie erzählt von der Absetzung ihrer Serie, worauf er ihr anbietet, die CEO für sie psychisch zu foltern, weswegen Sally ihn entsetzt rauswirft. Draußen will Julie Barry von ihrem Auto aus erschießen, trifft dabei aber versehentlich Kyle, was Barry hört. Während Julie wegfährt, sieht Barry dem Van hinterher.                |           |                    |                   |                      |                                       |            |                        |
| 22 | 6         | 710N               | 710N              | 29. Mai 2022         | 20. Juli 2022                         | Bill Hader | Duffy Boudreau         |
| In der Wüste gibt Fuches Tracis Bikergang Barrys Adresse und wird danach von ihnen angeschossen. Kurz darauf rettet ihn ein Einheimischer und nimmt ihn bei sich auf. Fuches beendet später einen Anruf von Janices Vater Jim, da er ein neues Leben mit Anita, der Tochter seines Retters, anfangen will. Unterdessen sucht Albert Sharon auf, die Witwe von Chris, der nach einem gemeinsamen misslungenen Auftrag von Barry getötet wurde. Nach Alberts Befragung lädt Sharon Barry auf ein Wohltätigkeits-Dinner für Veteranen bei sich zuhause ein. Derweil erhält Gene das Angebot, einen Online-Schauspielkurs zu leiten. Er sagt zu und bietet Annie an, mit ihm zusammenzuarbeiten, die akzeptiert, als Gene ihr sein Gehalt überlassen will. Sally wiederum wird angeboten, für die Serie, wegen der Joplin abgesetzt wurde, als Autorin tätig zu werden. Sie nimmt an, da sie glaubt, sich so bei der CEO beliebt zu machen. Abends sieht Fuches in der Zeitung ein Foto von Barry und Gene, was er als Zeichen Gottes sieht. Er stiehlt daraufhin kurzerhand das Auto seines Retters und kontaktiert Jim. Tracis Gang greift inzwischen Barry an. Er überwältigt einen Biker und flieht per Motorrad auf die Interstate 710. Nach einer Massenkarambolage ihrer Gang verfolgt Traci Barry bis in einen Autohandel. Als sie auf den Laden feuert, wird sie wenig später vom Besitzer erschossen. Barry entkommt vor der eintreffenden Polizei und besucht Sharon. Während er ein Beignet isst, findet er im Internet Taylors Verbindung zu den Bikern. Danach sieht Barry noch Fuches’ Visitenkarte auf dem Tisch, bevor er mit schäumendem Mund kollabiert.                                                            |           |                    |                   |                      |                                       |            |                        |
| 23 | 7         | Weicheier          | candy asses       | 5. Juni 2022         | 27. Juli 2022                         | Bill Hader | Liz Sarnoff            |
| Barry leidet an einer schweren Vergiftung, während Sharon wegfährt. Erst am Morgen kommt er zu sich und verlässt das Haus, wobei er an einem halluzinierten Strand alle von ihm Getöteten wie Chris oder seinen Schützling Maybrek trifft. Unterdessen macht sich Sally schnell bei ihren Kollegen beliebt, da sie sich traut, Entscheidungen des Showrunners in Frage zu stellen. Kurz darauf erfährt sie, dass Natalie Showrunnerin einer Joplin ähnlichen Produktion ist. Sally gerät ihr gegenüber extrem in Rage, was Natalie heimlich filmt, weswegen Sally entlassen wird. Sie nimmt später entgegen Lindsays Ratschlag ein Entschuldigungsvideo auf, worauf die beiden in Streit geraten und Lindsay kündigt. In Bolivien lässt sich Hank auf der Suche nach Cristobal von einheimischen Gangstern gefangen nehmen, während seine Gefolgsleute Akhmal und Yandar in einer Nebenzelle ihren Ausbruch planen. In den USA sucht Fuches Jim auf, der ihn an die Polizei ausliefert. Als Jim erfährt, wie sich Gene über Barry beklagt hat, beschließt er, diesen auf der Premierenfeier des Online-Schauspielkurses anzusprechen. Dort kann Gene Jim nicht von Barrys Unschuld überzeugen. Dieser wird indes von Ryans Vater George auf einen Klinikparkplatz gefahren. George erklärt, seinen Sohn zu vermissen und Barry töten zu wollen. Stattdessen nimmt er sich selbst das Leben, worauf Sanitäter Barry in die Notaufnahme bringen. Auf dem Polizeirevier befragt Albert Fuches bei ausgeschalteter Kamera. Fuches erklärt, wie er Barry zum Auftragsmörder machte, und erläutert Chris’ Todesumstände. Daraufhin nimmt Albert seine Waffe und geht eilig.                                                              |           |                    |                   |                      |                                       |            |                        |
| 24 | 8         | Jetzt geht’s los   | starting now      | 12. Juni 2022        | 27. Juli 2022                         | Bill Hader | Alec Berg & Bill Hader |
| Barry trifft nach seiner Genesung in seiner Wohnung auf Sally, die ihn vergeblich bittet, Natalie psychisch zu foltern. Danach taucht der einzige überlebende Biker, Shane, auf, schlägt Barry nieder und würgt Sally, die ihn mit einem Baseballschläger tötet. Barry erklärt, die Tat auf sich zu nehmen und schickt Sally weg. Unterdessen kommt Fuches für die Mordserie ins Gefängnis, während Jim Gene über seine Beziehung zu Janice befragt, und warum er Barry schützt. In Bolivien muss Hank den Tod von Akhmal und Yandar durch einen Panther mitanhören. Er kann sich befreien und tötet sowohl einen Wärter als auch das Tier. Er findet schließlich Cristobal, der von Elena einer Konversionstherapie unterzogen wird, und tötet dessen Peiniger. Danach nimmt Hank ihn in den Arm, wobei ihm seine ersten Tötungen schwer zusetzen. Später vergräbt Barry Shanes Leiche in der Wüste, als Albert ihn überrascht. Er bedroht Barry mit seiner Waffe, beschließt aber, ihn nicht zu töten, denn ohne ihn wäre er in Afghanistan gestorben und nie Vater geworden. Er warnt Barry jedoch, die Auftragsmorde ab sofort einzustellen. Kurz darauf ruft Barry Sally an, mit der er die Stadt verlassen will, allerdings sitzt sie bereits in einem Flieger nach Joplin. Barry wird seinerseits von Jim angerufen, legt aber auf und benachrichtigt Gene. Dieser sagt, dass er und Barry Jim aufhalten müssen, da dieser über den Mord an Janice Bescheid wisse. Die beiden treffen sich vor Jims Haus, wo Barry Genes Waffe nimmt und Jim selbst töten will. Drinnen wird Barry von Dunns Einheit verhaftet und abgeführt, was Gene und Jim still feiern. Anschließend geht Gene, während Jim allein zurückbleibt.       |           |                    |                   |                      |                                       |            |                        |

## Staffel 4
| Nr. (ges.) | Nr. (St.) | Deutscher Titel               | Originaltitel              | Erstausstrahlung USA | Deutschsprachige Erstausstrahlung (D) | Regie      | Drehbuch       |
| --- | --------- | ----------------------------- | -------------------------- | -------------------- | ------------------------------------- | ---------- | -------------- |
| 25 | 1         | Oh weia                       | yikes                      | 16. Apr. 2023        | 25. Juli 2023                         | Bill Hader | Bill Hader     |
| Nach seiner Verhaftung sitzt Barry nun im Gefängnis. Er ruft Gene an, da er nicht wahrhaben will, von ihm in eine Falle gelockt worden zu sein. Als Barry erneut bekräftigt, ihn zu lieben, antwortet Gene lediglich, ihn geschnappt zu haben, bevor er auflegt. In der Zwischenzeit erfährt Sally durch Lindsay von Barrys Festnahme und dem Mord an Janice, worauf sie entsetzt reagiert. Sie zieht wieder bei ihren Eltern ein, wobei es kurz nach ihrer Ankunft zu einem heftigen Streit mit ihrer Mutter Claudia kommt. In der Haftanstalt sieht Fuches Barry, weswegen er der Polizei einen Deal anbietet. Er erklärt sich bereit, Barry mittels Abhörgerät ein Geständnis zu entlocken. Als Fuches auf ihn zugeht, entschuldigt sich Barry bei ihm, da er im Bezug auf Gene Recht gehabt hätte. Derweil leben Cristobal und NoHo in Santa Fe. Cristobal überlegt, wieder illegale Geschäfte zu machen, während NoHo von den Ereignissen der letzten Staffel immer noch traumatisiert ist. Als NoHo Barry anrufen will und so von der Verhaftung erfährt, kehrt er mit Cristobal nach Los Angeles zurück. Unterdessen verletzt sich Barry im Gefängnis selbst, als er vom Wachmann Birdwell gesehen wird, der ihn zu beruhigen versucht. Barry bedroht daraufhin ihn und seine Familie mit dem Tod, worauf er von Birdwell mit dessen Schlagstock verprügelt wird. Als Barry nach einem Traum über seine Kindheit wieder zu sich kommt, wird er von Fuches verarztet, der das Abhörgerät wegwirft und sich bei ihm entschuldigt. In der Nacht kontaktiert Gene den Reporter Lon O’Neil, obwohl er Jim versprochen hatte, nicht mit der Presse zu reden, da dies von Janices Tod ablenken würde.                                                        |           |                               |                            |                      |                                       |            |                |
| 26 | 2         | Am besten Ort der Welt        | bestest place on the earth | 16. Apr. 2023        | 25. Juli 2023                         | Bill Hader | Nicky Hirsch   |
| In einer Rückblende wird gezeigt, wie Barry als Junge die Bekanntschaft mit Fuches macht. In der Gegenwart verkündet Fuches gegenüber den Ermittlern, Barry nicht mehr kompromittieren zu wollen. Unterdessen bringt Cristobal seinen ehemaligen Partner Bong erfolgreich dazu, sich mit einer rivalisierenden Gang zu vertragen, damit sie gemeinsam in Cristobals Geschäft einsteigen. Cristobal reagiert verblüfft, als NoHo ihm erklärt, dass sie für das Vorhaben Barry brauchen. Unterdessen folgt Lon Genes strikten Anweisungen für ein Treffen, die ihn zur Schauspielschule führen. Dort spielt Gene die gesamten Vorkommnisse seit der ersten Begegnung mit Barry nicht ganz wahrheitsgetreu nach. In der Haftanstalt bekommt Barry Besuch von Sally. Während des Gesprächs bricht Sally in Tränen aus und behauptet gegenüber Barry, sich in seiner Gegenwart sicher zu fühlen, und geht anschließend abrupt. Sie trifft sich mit Lindsay, die ihr erklärt, nicht mehr ihre Agentin sein zu können, da ihre Karriere aufgrund ihrer Beziehung zu Barry beendet sei. Danach stellt sie Gene im Theater zur Rede, da er ihr nichts von Barrys Tätigkeit als Auftragsmörder erzählte. Gene behauptet, dass sie beide Opfer seien und Sally jederzeit Schauspiellehrerin werden könne. Später fantasiert Barry über eine Zukunft mit Sally und arrangiert ein Treffen mit FBI-Agenten. Er bietet ihnen im Gegensatz zu Personenschutz Informationen zu etlichen kriminellen Vereinigungen an. Als Fuches dies mitbekommt, benachrichtigt er NoHo, der sich gerade mit Cristobal wegen Barry streitet. Nachdem NoHo von Barrys Verrat erfährt, fasst er den Entschluss, ihn zusammen mit Cristobal zu töten.                                          |           |                               |                            |                      |                                       |            |                |
| 27 | 3         | Du bist charmant              | you’re charming            | 23. Apr. 2023        | 1. Aug. 2023                          | Bill Hader | Emma Barrie    |
| Cristobal und NoHo treffen sich mit ihrem Kontaktmann Toro. Er willigt ein, zwei Auftragsmörder ins Gefängnis zu schleusen, die Barry töten sollen. Derweil erzählt Gene bei einer Autofahrt seinem Agenten Tom vom Interview mit Lon. Tom will die Veröffentlichung des Artikels unbedingt verhindern. Im Gefängnis erhält Barry Besuch von Lon, der ihn über Genes Ausführungen interviewen will, was Barry verärgert ablehnt. Lon geht daraufhin zu Jim und gesteht ihm das Gespräch mit Gene. Gene und Tom brechen bei Lon ein, werden allerdings von seiner Ehefrau erwischt. Gene fährt daraufhin zu Jim, der ihm eröffnet, dass Lon mit niemandem mehr sprechen wird. Als Lon später zuhause ankommt, redet er plötzlich nur noch Deutsch. Unterdessen leitet Sally ihren ersten Schauspielkurs. Als sie ihre Schüler bittet, Monologe vorzuführen, reagiert sie wütend, da sich die Teilnehmerin Kristen nicht vorbereitet hat. Deswegen drangsaliert sie Kristen, was die anderen scharf kritisieren. Nach einer Pause sind bis auf Kristen alle gegangen. Im Gefängnis ruft Barry NoHo an und rät ihm, Gene aus dem Weg zu räumen, der belastende Beweise gegen ihn habe. NoHo erwidert, dass er von Barrys Kooperation mit dem FBI wisse. Später hat Fuches, nachdem er Rain Man gesehen hat, einen Sinneswandel und will die Wachen vergeblich über den geplanten Anschlag auf Barry warnen. Barry wird zu einem Treffen mit einem Agenten des Zeugenschutzprogramms gebracht, wo die beiden Auftragsmörder zuschlagen. Nachdem einer von ihnen die anwesenden Agenten tötet, wird er von Barry erschossen, der vor der Gefängnisabriegelung fliehen kann.                                                                                       |           |                               |                            |                      |                                       |            |                |
| 28 | 4         | Es braucht einen Psychopathen | it takes a psycho          | 30. Apr. 2023        | 1. Aug. 2023                          | Bill Hader | Taofik Kolade  |
| Gene wird von Tom und seinem Sohn Leo in eine Waldhütte gebracht, damit er nicht noch einmal mit der Presse spricht. Als er von Barrys Ausbruch erfährt, verbarrikadiert sich Gene mit einem Revolver. Später schießt er auf einen Schatten in der Tür und nimmt Reißaus. Bei dem Angeschossenen handelte es sich jedoch nicht um Barry, sondern Leo. Derweil begleitet Sally Kristen zu einem Vorsprechen am Set des neuen Films von Siân Heder. Weil Kristen vor Nervosität ihren Text vergisst und gehen will, übt Sally mit ihr. Kurz darauf erhält sie von Heders Agenten Mark Staffordshire das Angebot, wieder ins Schauspielgeschäft einzusteigen. In der Zwischenzeit führt NoHo einige seiner Angestellten zu einem Sandsilo. Er löst einen Mechanismus auf, wodurch sie begraben werden und ersticken. Als NoHo merkt, dass auch Cristobal unter dem Sand gefangen ist, kann er ihn im letzten Moment befreien. Später wird ihr Haus von den Tschetschenen angegriffen, wobei deren Anführer Andrei alle Anwesenden bis auf NoHo und Cristobal tötet. NoHo erklärt seinem Partner, dass die Angestellten ein Risiko für ihr Geschäft darstellten. Cristobal bezeichnet NoHo daraufhin als Psychopathen und geht trotz seiner Bitten vor die Tür, wo er von den Tschetschenen ermordet wird. Schließlich geht Sally nach dem Vorsprechen nach Hause, wo Jim sie aus der Ferne beobachtet und Barry auf sie wartet. Als er sie bittet, bei ihr bleiben zu dürfen, schlägt sie ihm vor, zusammen wegzugehen. In der nächsten Szene streiten sich die Jungen John und Travis. John kommt wütend zu Hause an, weswegen sich seine Eltern Barry und Sally um ihn Sorgen machen. Er verspricht ihr, mit ihm zu reden.                                    |           |                               |                            |                      |                                       |            |                |
| 29 | 5         | Schwierige Vermächtnisse      | tricky legacies            | 7. Mai 2023          | 8. Aug. 2023                          | Bill Hader | Bill Hader     |
| Vor acht Jahren verließen Barry und Sally gemeinsam die Stadt, heirateten und zogen in eine abgelegene Gegend. Dort leben sie mit ihrem Sohn John, den sie extrem isolieren. Nachdem sich John bei Travis entschuldigt hat, erklärt ihm Barry, dass selbst Personen wie Gandhi oder Lincoln Böses taten. Als Barry einen Baseballhandschuh in Johns Zimmer entdeckt, den er von Travis geschenkt bekommen hat, zeigt er ihm verstörende Internetvideos von Baseball-Unfällen. Kurz darauf findet John alte Militärsachen seines Vaters. Barry erzählt ihm von seiner Zeit als Soldat, wobei er ihm seine Tötungen verschweigt. Unterdessen arbeitet Sally, die Alkoholikerin geworden ist, als Kellnerin in einem Diner. Einer ihrer Kollegen, Bevan, belästigt sie sexuell, worauf sie mit ihm auf die Toilette geht. Dort küssen sie sich, als Sally anfängt, ihn zu erwürgen. Sie lässt erst von Bevan ab, als er ihre Perücke vom Kopf reißt. Später klopft es an Barrys Haustür, weswegen sich Sally und John in der Badewanne verstecken. Obwohl Barry mitkriegt, dass es lediglich ein Klingelstreich war, verharrt er die ganze Nacht mit seiner Waffe vor der Tür. Am nächsten Tag trifft in einer Zweigstelle von Warner Bros. der verwahrloste Gene ein, der nach den Schüssen auf seinen Sohn untergetaucht ist und mit dem CEO sprechen will. Unterdessen erreicht Sally Bevans Kündigung, indem sie gegenüber ihrem Chef behauptet, dass er Geld aus der Kasse gestohlen habe. Zuhause erfährt sie, dass Warner Bros. ein Biopic über Barry drehen will und Gene als Berater für die Produktion fungiert. Nachdem Sally ihrem Ehemann davon erzählt, verkündet Barry, Gene umbringen zu müssen.                                                |           |                               |                            |                      |                                       |            |                |
| 30 | 6         | the wizard                    | the wizard                 | 14. Mai 2023         | 8. Aug. 2023                          | Bill Hader | Duffy Boudreau |
| Trotz Sallys Bitten macht sich Barry auf den Weg, Gene zu ermorden. Unterdessen wird Fuches aus dem Gefängnis entlassen. Er stattet NoHo einen Besuch ab, der ein erfolgreiches Sand-Importunternehmen leitet. Fuches verlangt von ihm als Gegenleistung dafür, über seine kriminellen Machenschaften geschwiegen zu haben, ein Haus und Informationen über Barry. Obwohl NoHo Barry für tot hält, fügt er sich und erwirbt für Fuches eine Villa. In der Zwischenzeit treffen sich Gene und Tom mit einem Verantwortlichen von Warner Bros. Gene ist aufgrund seiner Erfahrungen im Kibbutz nun gegen das geplante Biopic, was den Verantwortlichen wenig interessiert. Später besucht er Leo, der die Schussverletzung überlebt hat. Barry beobachtet sie und will das Haus betreten, als Leos nun jugendlicher Sohn Gordon von der Schule heimkommt. Währenddessen gibt Sally John Alkohol, da er nichts essen will, und legt sich schlafen. Sie hört plötzlich eine männliche Stimme, die sie bedroht, weswegen sie sich mit der Waffe verschanzt. Nach einem lauten Knall sieht sie ein Auto wegfahren, dessen Fahrer ein Loch in der Wohnzimmerwand hinterlassen hat. In der Nacht bittet sie im Wohnzimmer kauernd Barry telefonisch, zurückzukehren. In der Villa stoßen Fuches und seine Bande auf NoHo an, wobei Fuches NoHo dafür lobt, Cristobal aus dem Weg geräumt und seine Geschäftsidee geklaut zu haben. Daraufhin beendet NoHo sofort ihre Partnerschaft und wirft Fuches samt seinen Leuten aus der Villa. Barry betritt schließlich bewaffnet Genes Haus, als ihn jemand überwältigt. Nachdem Barry zu sich kommt, sitzt er an einen Stuhl gefesselt Jim gegenüber.                                                                     |           |                               |                            |                      |                                       |            |                |
| 31 | 7         | Ein schönes Essen             | a nice meal                | 21. Mai 2023         | 15. Aug. 2023                         | Bill Hader | Liz Sarnoff    |
| Jim unterzieht Barry in seiner Garage mehrfach psychologischer Folter. Vor einer Sitzung halluziniert Barry und entschuldigt sich bei Gene dafür, ihm die Gage einer seiner Aufträge geschenkt zu haben. Als Jim dies mithört und anhand der Notizen, die er Lon abgenommen hat, herausfindet, dass Barry Gene tatsächlich eine hohe Geldsumme gegeben hat, verlässt er das Haus. Unterdessen schickt NoHo eine Gruppe Auftragsmörder los, um Fuches zu töten. Kurz darauf kommen die Köpfe der Männer in Kartons in seinem Büro an, weswegen er einen zweiten Versuch startet. Er schießt mit einer Panzerbüchse auf Fuches’ Haus, was ebenfalls schiefgeht. NoHo kann knapp fliehen und beschließt, Barry zu kontaktieren, um Fuches mit seiner Hilfe aus dem Weg zu räumen. In der Zwischenzeit trifft sich Gene mit dem Agenten Matt Iserson. Dieser behauptet, dass Mark Wahlberg in dem geplanten Biopic für die Hauptrolle vorgesehen sei, der aber zögere, die Rolle anzunehmen. Gene erklärt sich zu einem Treffen mit dem Schauspieler in Beverly Hills bereit. Dort erwarten ihn jedoch stattdessen Jim, Leo und Staatsanwalt Buckner. Sie beschuldigen Gene, in die Geschäfte der tschetschenischen Mafia involviert zu sein und Barry zu dem Mord an Janice gedrängt zu haben. Schließlich schafft es Barry in der Garage, sich von seinen Fesseln zu lösen, verletzt sich dabei aber an der Hand und fällt in der Küche in Ohnmacht. Als er aufwacht, klingelt sein Handy. NoHo teilt ihm mit, Sally und John entführt zu haben. Er solle sich mit ihm treffen, wenn er sie wiedersehen will. Nachdem NoHo auflegt, starrt Barry wütend die Küchenwand an.                                                                                     |           |                               |                            |                      |                                       |            |                |
| 32 | 8         | wow                           | wow                        | 28. Mai 2023         | 15. Aug. 2023                         | Bill Hader | Bill Hader     |
| Als Fuches erfährt, dass NoHo Sally und John in seiner Gewalt hat, stimmt er einem Treffen zu. Sally gesteht John derweil unter Tränen Barrys wahre Vergangenheit. Nachdem Fuches bei NoHo ankommt, schlägt er ihm vor, für immer aus seinem Leben zu verschwinden, wenn NoHo zugibt, für Cristobals Tod verantwortlich zu sein. Er geht zunächst darauf ein, schießt aber kurze Zeit später auf Fuches. Während des darauffolgenden Schusswechsels gelingt es ihm, Sally und John sicher rauszubringen. Der dazugekommene Barry flüchtet mit seiner Familie in ein Motel, während Fuches geht und der im Sterben liegende NoHo in seinen letzten Atemzügen die Hand einer Cristobal gleichenden Statue ergreift. Unterdessen verkünden Buckner sowie Jim öffentlich, dass Gene der wahre Mörder von Janice sei. Nachts fordert Sally Barry auf, sich der Polizei zu stellen, was dieser ablehnt. Am Morgen darauf sind Sally und John verschwunden, weswegen Barry zu Genes Haus fährt. Dort trifft er auf Tom, der Barry ebenfalls bittet, ein Geständnis abzulegen. Unmittelbar nachdem Barry dem zustimmt, schießt Gene ihm in die Schulter und tötet ihn durch einen Kopfschuss. Einige Jahre später leitet Sally die Theater-AG einer High School. Eines Tages erlaubt sie ihrem nun jugendlichen Sohn, bei einem Freund zu übernachten. John sieht dort schließlich das Biopic über Barry. Sein Vater wird als traumatisierter Soldat dargestellt, der von Gene, seinem Schauspiellehrer und Partner der tschetschenischen Mafia, zum Morden angestiftet und letztlich erschossen wurde. Während Barry mit militärischen Ehren in Arlington beerdigt wurde, sitzt Gene eine lebenslange Freiheitsstrafe ab. Am Ende des Films weint John und lächelt. |           |                               |                            |                      |                                       |            |                |